# Piero Maza
Piero Daniel Maza Gómez (Santiago del Cile, 25 ottobre 1984) è un arbitro di calcio cileno.

## Carriera
Il 27 luglio 2014 esordisce in Primera División.
Nel 2018 viene inserito nella lista degli arbitri FIFA. Nel 2022 è chiamato a dirigere la Finalissima tra Italia e Argentina a Wembley.
Mesi dopo la FIFA lo inserisce tra i direttori di gara per la 23.ma edizione della FIFA Under-20 World Cup in programma in Argentina nel maggio-giugno 2023.